# Franska Somaliland
Franska Somaliland (franska: Côte française des Somalis) var en fransk besittning vid  Bab al-Mandabsundet på Afrikas horn. Den skapades efter flera avtal som Frankrike skrev på mellan 1883 och 1887 med då styrande sultaner. Den bestod av samma område som nuvarande Djibouti och gränsade i norr till Eritrea, i väster till Etiopien och i sydöst till Brittiska Somaliland.
Under den europeiska kapplöpningen om Afrika förvärvade Frankrike 1862 hamnstaden Obock söder om sundet Bab al-Mandab vid Tadjouraviken som de använde som kolningsstation för sina fartyg. Territorierna Obock och Tadjoura blev franska protektorat 1884 och områdena kring Tadjouraviken slogs samman till kolonin Franska Somaliland 1896.
Djibouti anlades 1888 som en hamnstad vid mynningen av Tadjouraviken i Adenvikens inre del och blev huvudstad i kolonin. En järnväg byggdes  mellan 1897 och 1917 mellan  hamnen i Djibouti och Addis Ababa i Etiopien.
Namnet ändrades 1967 till Franska Afar- och Issaterritoriet som 1977 blev den självständiga staten Djibouti.